# Les Pauvres de Paris
Pour plus de détails, voir Fiche technique et Distribution.
Les Pauvres de Paris est un film muet français réalisé par Georges Denola, sorti en 1913.
Il s'agit d'une adaptation de la pièce Les Pauvres de Paris, drame en 5 actes et 7 tableaux d'Édouard Brisebarre et Eugène Nus, créée au Théâtre de l'Ambigu-Comique le 5 septembre 1856.

## Fiche technique
- Titre : Les Pauvres de Paris
- Réalisation : Georges Denola
- Scénario : d'après la pièce d'Édouard Brisebarre et Eugène Nus (1856)
- Photographie :
- Montage :
- Société de production : Société cinématographique des auteurs et gens de lettres (S.C.A.G.L.)
- Société de distribution : Pathé frères
- Pays d'origine :  France
- Langue : français
- Métrage : 1 095 mètres
- Format : Noir et blanc — 35 mm — 1,33:1 — Muet
- Genre : Film dramatique
- Durée : 36 minutes 30
- Dates de sortie : 
  -  France : 5 décembre 1913

## Distribution
- Jules Mondos : Pierre Barnier)
- Louis Ravet
- Émile Mylo
- Félix Gandéra
- Gina Barbieri